# Бишкекско леко метро
Бишкекско леко метро (на руски: Бишкекское лёгкое метро; на киргизки: Бишкек метросы) ще се нарича метрото в град Бишкек. То е ще бъде първото, което ще бъде изградено в Киргизия.
Във връзка с бурното развитие на града (от 625 хил. през 1991 г., 880 хил. през 2006 г. и предполагаемо население през 2025 г. – 1 млн. 200 хил. души) и нарастващия транспортен трафик Бишкекското кметство и Градският съвет (Кенеш) вземат решение за изграждането на метро.
Според руските метростроители, каменистата почва е подходяща за изграждане на подземно метро, но с цел икономия на средства ще бъде изградено леко метро с надземни станции в централната част на града и наземни в покрайнините.
Предполага се изграждането на 2 линии с обща дължина 14,8 км, по образец на Бутовската линия на Московското метро.
Първата линия (отначало с 4 – 5 станции) ще свърже южните микрорайони и центъра, а по-късно ще бъде продължена на север.
Втората линия ще бъде изградена в направление изток-запад и също ще преминава през централната част на града.
Освен това в града се предвижда изграждането на вътрешноградска експресна ЖП линия, която ще свърже ЖП гара Кемин с международното летище Манас.
Предполага се, че линиите на лекото метро и градската железница ще поемат 60 – 70 % от вътрешно-градските пътнически превози.
Предполагаема цена на изграждането на системата на метрото – 444 млн. щ. долара. Към стрителството ще бъдат привлечени чуждестранни инвеститури, вероятно китайски.